# Kakogawa
Kakogawa (japanisch 加古川市, -shi) ist eine Großstadt am gleichnamigen Fluss in Japan. Sie liegt in einer relativ ausgedehnten Ebene an der Seto-Inlandsee im Süden der Präfektur Hyōgo. Das Klima ist dadurch sehr niederschlagsarm.

## Geschichte
Die Geschichte der Stadt geht bis auf das Gyōjazuka-Kofun aus dem 5. Jahrhundert zurück, in ihrer heutigen Form wurde sie 1950 durch Zusammenlegung der Gemeinden und Dörfer des Landkreises Kakogawa gegründet. 1965 überschritt die Einwohnerzahl die 100.000er-Marke, 1979 die 200.000er-Marke.

## Wirtschaft
In der Stadt sind zahlreiche Betriebe des produzierenden Gewerbes angesiedelt, bedeutend ist die große Industrieanlage von Kobe Steel am Meer. Mit der wirtschaftlichen Entwicklung des Raumes westlich von Kōbe erfährt Kakogawa im ersten Jahrzehnt des 21. Jahrhunderts einen spürbaren Aufschwung.

## Verkehr
Drei Bahngesellschaften bedienen Kakogawa: JR West, Sanyō Electric Railway zwischen Kōbe und Himeji, sowie die lokale Miki Eisenbahn. Die Hauptverbindungen bestehen über die Sanyō-Linie von JR mit lokalen und Expresszügen nach Kōbe (26 min) und Himeji (11 min). JR betreibt daneben auch die regionale Kakogawa-Linie nach Tamba.
Kakogawa liegt an der Nationalstraße 

## Bildung
Die private Universität Hyōgo ist in Kakogawa ansässig.

## Söhne und Töchter der Stadt
- Kōgi Kudara (1945–2004), Buddhologe
- Emi Inui (* 1983), Softballspielerin
- Juri Ueno (* 1986), Schauspielerin
- Yume Gotō (* 2000), Mittelstreckenläuferin

## Städtepartnerschaften
- Maringá, Brasilien – seit 1973
- Waitakere City, Neuseeland – seit 1992

## Angrenzende Städte und Gemeinden
- Ono (Hyōgo)
- Miki (Hyōgo)
- Takasago
- Himeji
- Akashi
- Kasai (Hyōgo)